# Permjački jezici
Permjački jezici, ima kojim se označava skupina finskih jezika na europskom području Rusije, osobito u Komi-Permjačkom nacionalnom okrugu, republici Komi i Udmurtiji. Skupinu čine tri živa jezika kojima se služe Zirjani, Komi Permjaci i Votjaki ili Udmurti, a zovu se komi-permjački [koi], 94.300 (popis iz 2002.); komi-zirjanski [kpv], 217.000 (popis iz 2002.); i votjački ili udmurtski, 464.000 u Rusiji (2002 popis). 
Skupina je tradicionalno klasificirana široj finopermjačkoj skupini ugrofinskih jezika.

## Vanjske poveznice
- Ethnologue (16th)
- Ethnologue (15th)